# Koosnaam
Een koosnaam, troetelnaam of vleinaam is een informele naam die voor iets of iemand wordt gebruikt om genegenheid uit te drukken.
Koosnamen zijn niet altijd exclusief:
- Schat(je)
- Lieverd
- Pappie en mammie

Opvallend zijn de koosnamen die op zichzelf beschouwd niet vleiend zijn, maar toch als zodanig worden beschouwd.
- Scheetje (een komisch bedoelde verbastering van schatje, of van het Oostenrijks/Zwitserse Schätzle / Schaetzli, eveneens 'schatje')
- Poepie (afgeleid van het Duitse woord puppe, 'popje/schatje', of van het Duitse woord Bube, 'jongetje').